# Kaskadeneffekt
Der Begriff Kaskadeneffekt wird als eine Metapher für sehr verschiedenartige Prozesse verwendet, die im Sinne einer Kaskade (italienisch cascata, [stufenweiser] Wasserfall) stufenweise umgesetzt werden.
Sofern sich ein Prozess über mehrere Stufen aufschaukelt und allmählich stärker wird (selbstverstärkend), spricht man auch von einem Lawineneffekt.
Und die Metapher "Dominoeffekt" wird allgemein bei Kausalketten verwendet.

## Beispiele

### Energiekaskade
Von Kaskadeneffekt kann man auch bei Energiekaskaden sprechen, wie sie bei Verwirbelungseffekten im Wasser auftreten (vgl. turbulente Strömung). Ferner treten Energiekaskaden bei Stoffwechselprozessen in biologischen Zellen auf, wo stufenweise biochemische Energiequanten freigesetzt werden, oder auch in ökologischen Systemen im Sinne des Energieflusses. Das Kaskadenprinzip verhindert hier, dass die chemische gespeicherte Energie, die z. B. durch Photosynthese aufgebaut wurde, wieder schlagartig oder ungeregelt frei wird. Erst durch Kaskadeneffekte sind die vielfältigen biologischen und ökologischen Prozesse möglich.
Elektronische, maschinelle und biologische Energiekaskaden können generell zur Stabilisierung von Prozessabläufen führen (Kaskadenschaltung). In der Elektro- und Regeltechnik spricht man daher auch von Kaskadenschaltung oder Reihenschaltung der Module bzw. Prozesse (hierzu vgl. Kaskadierung). Durch den Kaskadeneffekt kann unter Umständen eine höhere Wirkung erreicht werden als mit nur einem einzelnen Modul, z. B. im Falle hintereinander geschalteter Spannungsverdoppler, die zu einem Vielfachen der elektrischen Spannung führen.
Informationen (Signale) werden durch den Kaskadeneffekt allerdings in der Regel nicht verändert.

### Kaskaden als Katastrophenauslöser
Sind technische Systeme oder Bauteile in Reihe geschaltet (in der Elektronik spricht man von Kaskadierung) oder in schwer überschaubarer Weise miteinander verknüpft, entstehen Kaskadenrisiken. Es kann dann zu unerwünschten oder sogar katastrophalen Kaskadeneffekten kommen, die hinsichtlich ihrer Auswirkungen in einem Missverhältnis zum oft banalen Auslöser („Trigger“) stehen. Der Bruch des Banqiao-Staudamms im August 1975 in China gilt als das bei weitem größte Unglück dieser Art in der Geschichte; es handelt sich dabei um den Sonderfall des Dominoeffekts.

### Sozialkaskade
Der Begriff Kaskadeneffekt ist auch ein in der Systemischen Sozialarbeit nach Walter Milowiz benutzter Begriff, der eine stufenweise absteigende soziale Karriere beschreibt:
Im „Normalfall“ finden sich die Betroffenen eines Schicksalsschlages nach einiger Zeit im Rahmen ihres sozialen Netzes in einer Situation wieder, die der vor dem Schicksalsschlag vergleichbar ist – durch ein Zusammenwirken eigener Aktivitäten und Hilfe von der Umgebung. So etwa findet man nach dem Verlust eines Arbeitsplatzes nach einiger Zeit wieder einen Arbeitsplatz und kann die Zeit bis dahin mit oder ohne fremde Hilfe finanziell überbrücken.
Im ungünstigen Fall aber tritt der Kaskadeneffekt ein: Die Betroffenen und ihre Umgebung verhalten sich so, dass die Reaktionen auf einen Schicksalsschlag jeweils weitere Schicksalsschläge auslösen, statt die vorhergehenden zu kompensieren, so dass die Betroffenen sich stufenweise in einer immer schlechteren Situation wiederfinden.
In unserem Beispiel etwa könnte der Arbeitsplatzverlust verändertes Verhalten (Unsicherheit, Aggression etc.) bei der betroffenen Person auslösen und einen Partner dazu veranlassen, die betroffene Person zu verlassen. Damit wird der Freundeskreis gespalten. Außerdem ist damit häufig ein Wohnungsverlust verbunden. Wenn der/die Betroffene in ähnlicher Weise wie vorher reagiert (Unsicherheit, Aggression), ist weiterer sozialer Abstieg kaum mehr aufzuhalten: Verlust des Freundeskreises, Obdachlosigkeit, Verwahrlosung, Alkoholismus, Verlust des Arbeitsplatzes.
Ein bekannter kaskadenhafter Abstieg ist häufig die Karriere einer unverheirateten Frau, die schwanger wird: Durch die geringere Bewegungsfreiheit reduzieren sich die sozialen Kontakte und durch die Karenzzeit die Möglichkeit, beruflich auf dem Laufenden zu bleiben. Dadurch sinken die beruflichen Chancen, während der finanzielle Bedarf steigt. Die Möglichkeit, in den gleichen gesellschaftlichen Kreisen zu bleiben, sinkt, was  alles zusammen meist zu Arbeitsplatzverlust bzw. beruflichem Abstieg und damit auch zu sozialem Abstieg führt. Beruflicher und sozialer Abstieg zusammen aber ziehen meist Depressionen und psychosomatische Krankheiten nach sich, auch Alkoholismus kann folgen. Diese Karriere führt zu Obdachlosigkeit bzw. einem Leben von der Sozialhilfe. Der Kaskadeneffekt gilt in diesem Kontext als eine Sonderform der Eskalation: Die Probleme sowie die Reaktionen darauf werden immer intensiver, bis ggfs. eine endgültige Katastrophe den Verlauf beendet.

### Kaskadeneffekt im Steuerrecht
Schachtelbeteiligungen: Bei Kapitalgesellschaften, die andere Kapitalgesellschaften als Tochtergesellschaften besitzen (Holding) führen Gewinne der Tochter auch zu Gewinnen der Mutter, wenn die Tochter die Gewinne an die Muttergesellschaft ausschüttet. Würde man die Gewinne bei Tochter und Mutter besteuern, würde es zu einem „Lawineneffekt“ führen; die Steuerbelastung würde umso größer, je länger die Beteiligungskette wird. Da der Gewinn Basis für die Wertermittlung (z. B. für Zwecke der Erbschaftssteuer) ist (siehe auch Stuttgarter Verfahren) würde auch hier der Effekt eintreffen. Eine Reihe von steuerlichen Vorschriften (z. B. der § 8b KStG) sollen diesen Effekt verhindern.
Umsatzsteuer: Im April 1967 wurden die ersten beiden MwSt-Richtlinien erlassen, mit denen eine allgemeine, mehrstufige, aber nicht-kumulative Umsatzsteuer eingeführt wurde. Diese Neuregelung wurde in der Finanzwissenschaft und Wirtschaft einhellig begrüßt, da der Kaskadeneffekt nun vermieden wurde. Vorher wurde die Umsatzsteuer bei jeder Veräußerung fällig. Kaufte der Unternehmer Vorprodukte (z. B. ein Autohersteller Batterien), so musste er auf den Kaufpreis Umsatzsteuer zahlen. Auf das ganze Auto (also auch auf die Batterie) fiel dann erneut Umsatzsteuer an. Auf die vom Batterienhersteller zugekaufte Batteriesäure entfiel insgesamt 3 Mal Umsatzsteuer. Je länger die Produktionskette wurde, desto stärker stieg kaskadenartig die Steuerbelastung. Eine hohe Fertigungstiefe war steuerlich günstig; große Unternehmen waren gegenüber kleinen Unternehmen im Vorteil.
Erbschaftsteuer: Auch bei der Erbschaftsteuer konnte es zu einem sog. Kaskadeneffekt kommen, durch den eine ungerechtfertigte Steuerbefreiung erreicht werden konnte. Nach § 13a i. V. m. § 13b Abs. 2 a. F. ErbStG war Betriebsvermögen dann nicht von der Erbschaftsteuer befreit, wenn der Anteil von Verwaltungsvermögen mehr als 50 % des Gesamtvermögens eines Betriebes ausmachte. Durch eine Kaskadengestaltung konnte dies umgegangen werden. Geht man beispielsweise von einem Betrieb aus, dessen Vermögen aus 600.000 Euro (60 %) aus Verwaltungsvermögen und zu 400.000 Euro (40 %) aus Nicht-Verwaltungsvermögen besteht, so ist dieser Betrieb grundsätzlich nicht von der Erbschaftsteuer befreit. Teilt man dieses Betriebsvermögen nun beispielsweise in zwei GmbH's kann künstlich eine Steuerbefreiung geschaffen werden. Dazu wird in einer Tochter GmbH 400.000 Euro Nicht-Verwaltungsvermögen und 399.999 Euro Verwaltungsvermögen „geparkt“. Da der Anteil an Verwaltungsvermögen nun weniger als 50 % beträgt ist der Anteil an dieser Tochter GmbH nun nicht steuerschädlich. Hält nun die Mutter GmbH sämtliche Anteile an der Tochter GmbH (die aufgrund der Summe nun 799.999 Euro wert sind) und das restliche Verwaltungsvermögen von 200.001 Euro, so beträgt der Anteil an Verwaltungsvermögen an der Mutter nun ebenfalls unter 50 %, denn nach § 13b Abs. 2 Nr. 2 a. F. ErbStG ist eine Beteiligung an einer GmbH dann nicht Verwaltungsvermögen, wenn man mehr als ein Viertel der Anteile an der Tochter hält. Durch eine solche Gestaltung kann künstlich eine Steuerbefreiung erzeugt werden, obwohl dies im Ursprungsfall nicht möglich gewesen wäre. Diese Gestaltung sieht das Bundesverfassungsgericht als verfassungswidrig an. In Reaktion verabschiedete der Gesetzgeber zum 4. November 2016 (Erbschaftsteuerreform) eine Neuregelung der Erbschafts- und Schenkungssteuer. Bisher war ein Verwaltungsvermögensanteil von bis zu 50 % unschädlich und ebenfalls begünstigt. Jetzt kann nur das begünstigte Vermögen von der Steuer verschont werden, nicht aber das Verwaltungsvermögen. Verwaltungsvermögen wird bis zu einem Anteil von 10 % des Betriebsvermögens (Kulanzpuffer) wie begünstigtes Vermögen behandelt. Von der Verschonung ausgenommen ist jedoch junges Verwaltungsvermögen, das dem Betrieb weniger als zwei Jahre zuzurechnen ist. Um die Optionsverschonung von 100 % für das begünstigte Vermögen in Anspruch zu nehmen, darf das Verwaltungsvermögen nicht mehr als 20 % des gemeinen Werts des Betriebs ausmachen. Darüber hinaus gibt es bei einem Anteil des Verwaltungsvermögens von mehr als 90 % gar keine Verschonung, auch nicht für eigentlich begünstigtes Vermögen.